# Al-Hassan Ad-Dakhil
 (mars 2025).
al-Hassan al-Dakhil ( arabe : الحسن الداخل, pour « celui qui est entré ») était l'ancètre de Chérif ben Ali le fondateur de la dynastie des Alaouites, qui est l'actuelle famille royale marocaine. On pense généralement qu'il a été emmené au Maroc depuis la ville de Yanbu dans le Hedjaz à la fin du XIIIe siècle par les habitants de Tafilalt pour être leur imam à la demande d'Abu Ibrahim Al Omari. Ils espéraient que, comme il était un descendant de Mahomet, sa présence contribuerait à améliorer leurs récoltes de palmiers dattiers grâce à sa barakah (un terme islamique désignant un sentiment de présence ou de charisme divin).